# Maltézský kříž (mechanismus)

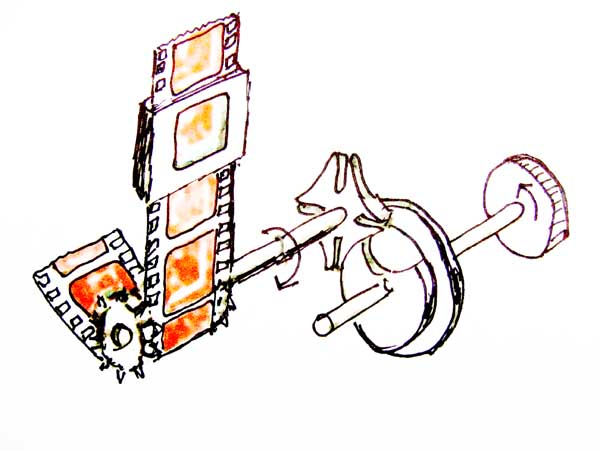
Maltézský kříž a strhovací mechanismus

Verze s drážkami uvnitř, tzv. interní maltézský kříž.

Maltézský kříž (řidčeji ženevský kříž) je základem mechanického řešení strhovacího mechanismu, který převádí plynulý posun filmu ve filmového pásu na pohyb po jednotlivých okeničkách s minimalizací doby na jejich výměnu. Je tak nejdůležitější součástí profesionálních promítacích strojů, vyskytuje se i u filmových kopírek, skenerů a kamer. Pojmenován je podle znaku maltézského kříže.

## Historie
Poprvé byl představen již v roce 1896 (tedy rok po „zrodu filmu“, za který je považován rok 1895) a to v projektorech Oskara Messtera a Maxe Gliewa a Teatrografu Roberta Williama Paula. Díky své jednoduché, avšak důmyslné mechanické konstrukci se používá dodnes, s tím, že v posledních několika dekádách vedle něj přibyly jeho alternativy (např. u skenování na principu hlavy skenující po řádcích plynule posouvající se film; u projekce s posuvem, kde rychlost zcela řídí elektromotor, …). Jednoduchost konstrukce maltézského kříže nijak nesnižuje náročnost jeho údržby, která pro zachování dobré funkčnosti musí být velice pečlivá.

## Konstrukce a princip
Maltézský kříž má zpravidla 4 zuby (ramena). Mezi zuby jsou úzké mezery. Čelní plochy zubů mají tvar shodný s obvodem aretačního kotouče. Těsně k němu doléhají a zajišťují tím nehybnou polohu kříže a filmu v okénku promítacího stroje. To je velmi důležité, jinak by byl obraz na plátně roztřepaný.

## Strhovací mechanismus
Mechanismu, který je poháněn maltézským křížem, se říká strhovací mechanismus. V principu funguje následovně:
1. otáčející se závěrka svým 1. křídlem zakryje přístup světla do okeničky a na film. V tom momentě dojde ke strhnutí filmu mechanismem maltézského kříže o jedno políčko filmu.
2. film stojí a závěrka odkryje průchod světla do okeničky.
3. film stále stojí a část vrtule závěrky svým 2. křídlem na zlomek sekundy přeruší průchod světla - tím se zvýší frekvence na požadovaných 48-50 změn za sekundu.